# Late Night Final
Late Night Final è il secondo album in studio (e il primo album completo dopo il mini-album pubblicato sei mesi prima) del musicista Richard Hawley, pubblicato nel Regno Unito nell'ottobre 2001 da Setanta Records. Prende il nome dal grido dei venditori che vendono il giornale serale per le strade di Sheffield, la sua città natale. Un singolo, "Baby, You're My Light" è stato pubblicato dall'album nel febbraio 2002, raggiungendo l'81 ° posto nella classifica dei singoli nel Regno Unito.
La band scozzese Camera Obscura in seguito fece una cover "The Nights Are Cold" e lo pubblicò come singolo nel maggio 2010. A sua volta, Hawley remixò la loro canzone "The Sweetest Thing" per il lato B del singolo.
Una breve clip della canzone "Long Black Train" è stata usata nel film V per vendetta del 2005, ma non è stata inclusa nell'album della colonna sonora di accompagnamento.
La copertina dell'album e le opere d'arte interne presentano fotografie scattate nel mercato coperto del Castle Market di Sheffield.
Allmusic ha affermato che "Richard Hawley crea un album meditabondo di creatività e fascino. Con opere strumentali sognanti ed eteree in tutto, Hawley dipinge la città psichedelica con spirito e fervida passione. Dall'inizio alla fine, questa versione di Bar None è piena zeppa di testi riflettenti dichiarazioni e sbalorditive, chitarra incontaminata e dichiarazioni percussive ... un bel viaggio di un cantante / cantautore con un potenziale in crescita". MusicOMH ha detto "È una vetrina formidabile per la voce che viene giustamente lodata ovunque vada ... Hai bisogno di questo album quasi quanto ti serviva il primo."

## Tracce
1. Something Is...! – 3:43
2. Baby, You're My Light – 2:56
3. Love of My Life – 3:21
4. The Nights Are Cold – 2:50
5. Can You Hear the Rain, Love? – 4:56
6. Lonely Night – 2:46
7. Precious Sight – 4:16
8. No Way Home – 4:15
9. Cry a Tear for the Man on the Moon – 3:27
10. Long Black Train – 4:14
11. The Light at the End of the Tunnel (Was a Train Coming the Other Way) – 4:54